# Lothar Zagrosek

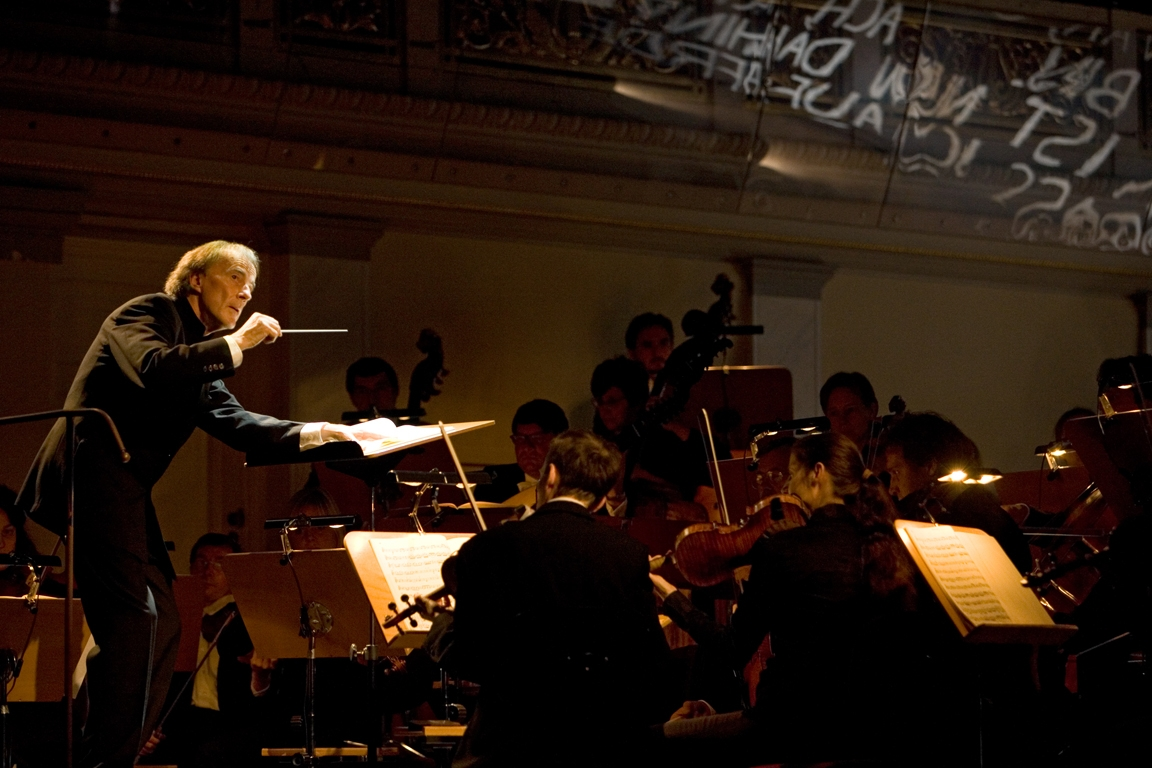

Lothar Zagrosek (Otting, Alemania, 13 de noviembre de 1942) es un director de orquesta alemán. Desde 1962 hasta 1967, estudió dirección con Hans Swarowsky, István Kertész, Bruno Maderna y Herbert von Karajan. Entre 1990 y 1992, dirigió regularmente en la Ópera de Leipzig. Desde 1997 hasta 2006, fue el director titular en la casa de la ópera de Württemberg en Stuttgart. Desde 2006, es director titular del Konzerthausorchester Berlin.
Entre otras, ha grabado las siguientes obras:
- Walter Braunfels: Die Vögel.
- Hanns Eisler: Deutsche Sinfonie.
- Berthold Goldschmidt: Der gewaltige Hahnrei.
- Paul Hindemith: Der Dämon.
- Hans Krása: Verlobung im Träum.
- Ernst Krenek: Sinfonía N.º 2, Jonny spielt auf.
- Franz Schreker: Die Gezeichneten, Der Geburtstag der Infantin.
- Erwin Schulhoff: Die Mondsüchtige.
- Viktor Ullmann: Der Kaiser von Atlantis.

Además, Zagrosek has grabado música contemporánea, incluyendo obras de Michael Torke.